# Урслебен
Урслебен (нем. Uhrsleben) — деревня в Германии, в земле Саксония-Анхальт, входит в район Бёрде в составе коммуны Эркслебен.
Население составляет 479 человек (на 31 декабря 2008 года). Занимает площадь 11,02 км².

## История
Первое упоминание о поселении относится к X веку, и встречается в документах Оттона I и Оттона II.
1 января 2010 года коммуны Урслебен, Бартенслебен, Брегенштедт, Хакенштедт были включены в состав коммуны Эркслебен.

## Галерея

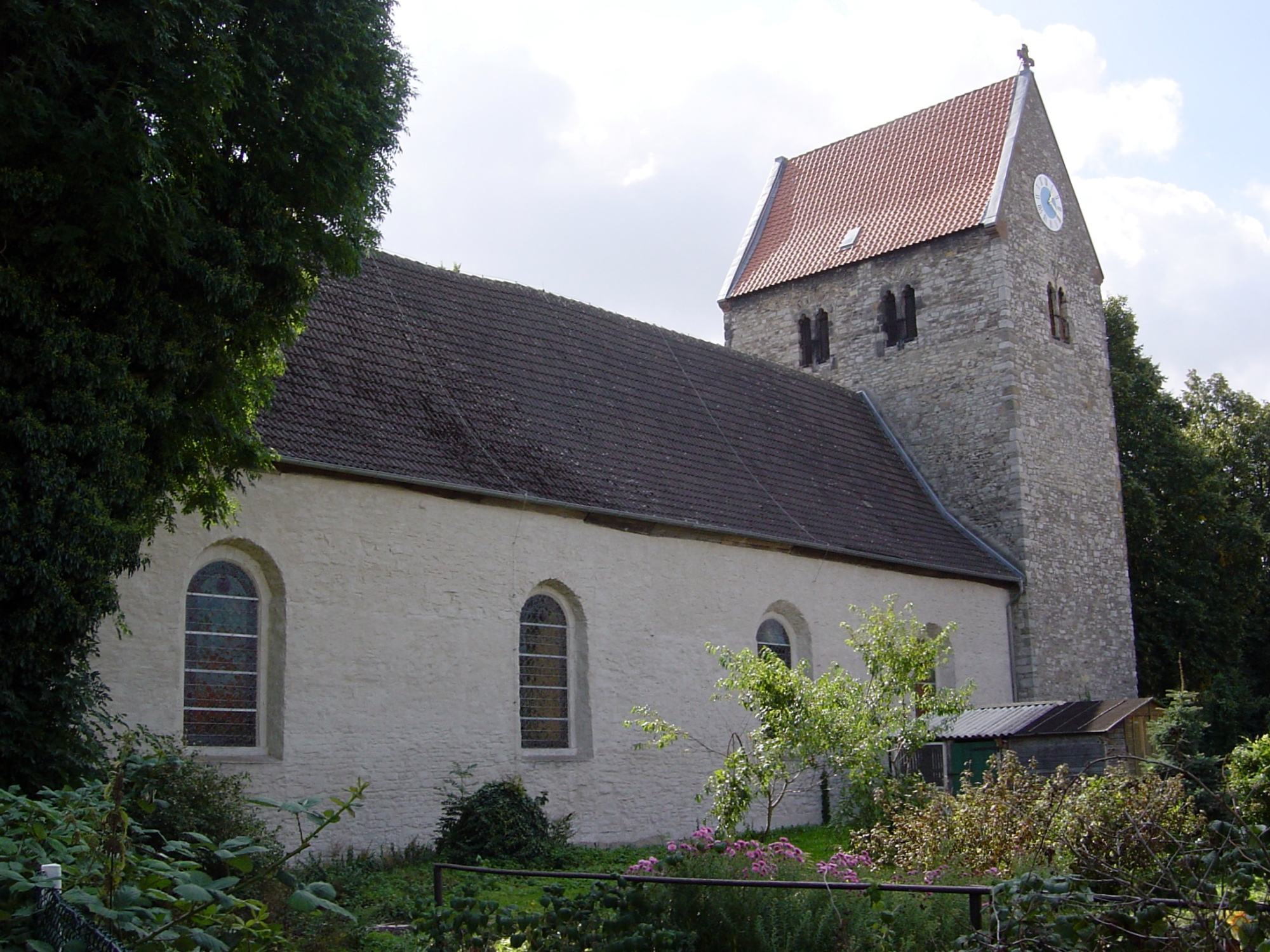
Церковь Святого Петра
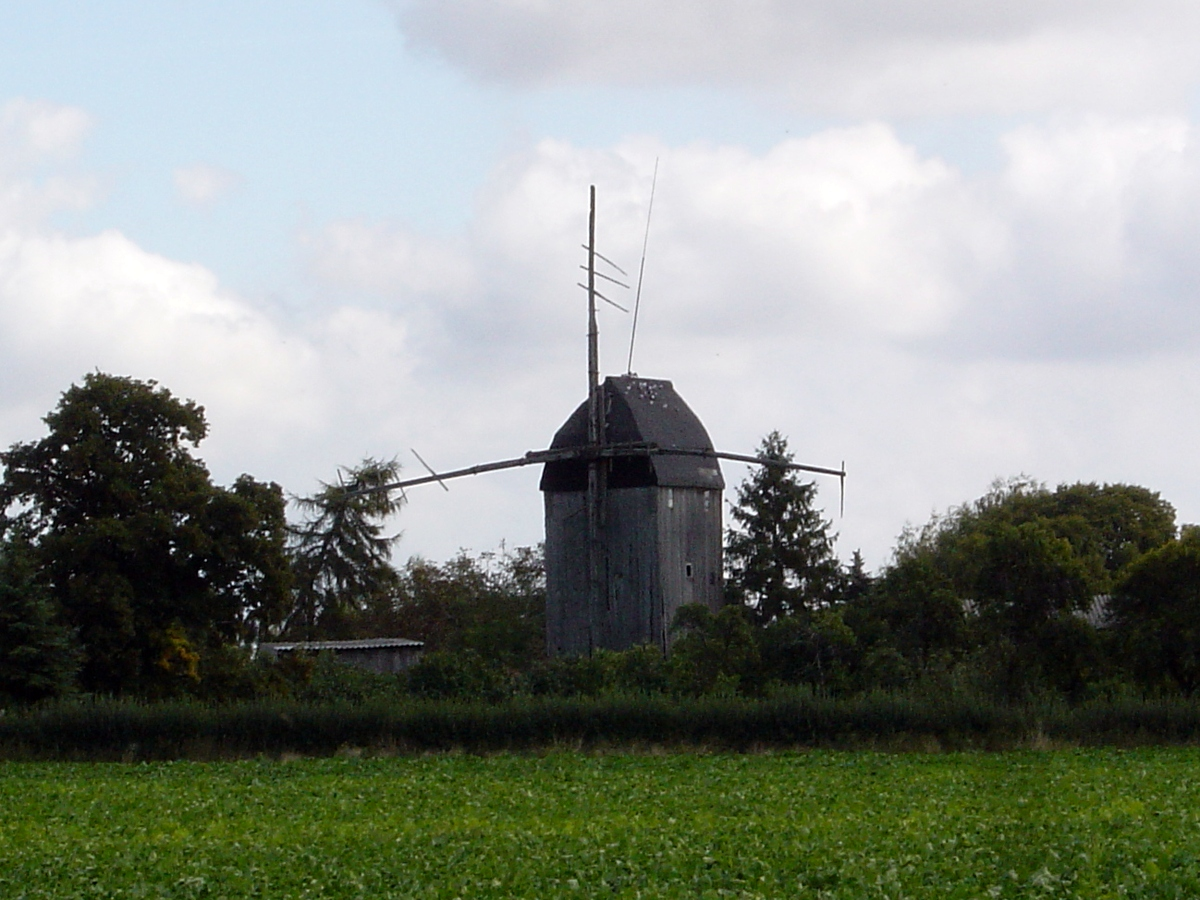
Старая мельница в Урслебене
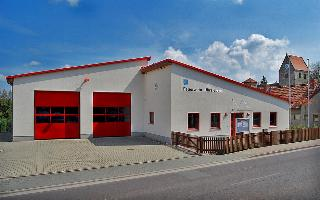
Пожарная часть Урслебена
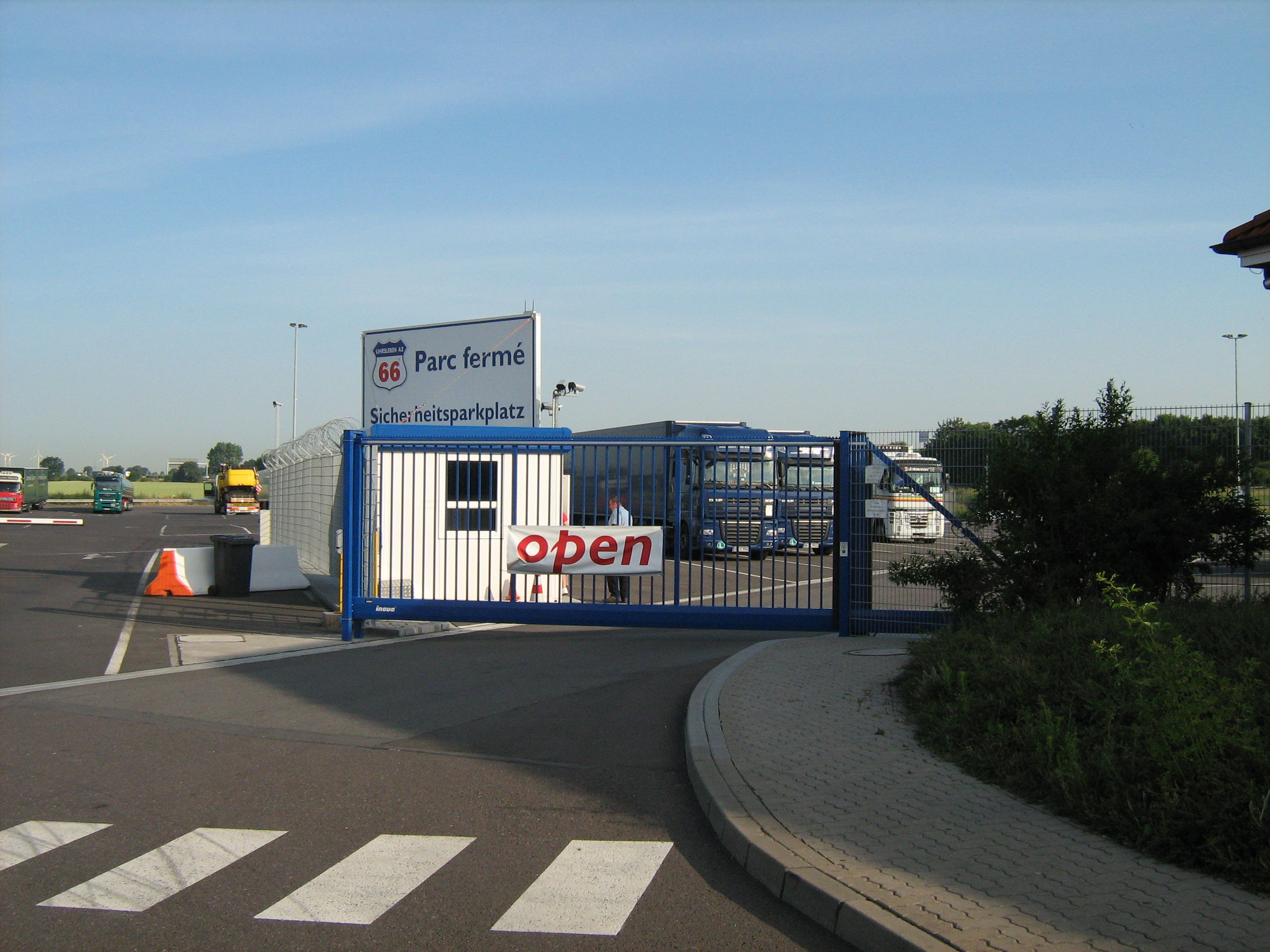
Парковка на автомагистрали